# Corte de Peleas
Corte de Peleas ist ein Ort und eine Gemeinde (municipio) mit 1.165 Einwohnern (Stand: 2024) im Westen der spanischen Provinz Badajoz in der Autonomen Gemeinschaft Extremadura.

## Lage
Corte de Peleas liegt gut 35 km (Fahrtstrecke) südöstlich von Badajoz in einer Höhe von ca. 280 m.
Das Klima im Winter ist gemäßigt, im Sommer dagegen warm bis heiß; die geringen Niederschlagsmengen (ca. 436 mm/Jahr) fallen – mit Ausnahme der nahezu regenlosen Sommermonate – verteilt übers ganze Jahr.

## Bevölkerungsentwicklung
| Jahr      | 1970 | 1981 | 1991 | 2001 | 2011 | 2021 |
| Einwohner | 1377 | 1298 | 1265 | 1294 | 1322 | 1217 |

## Wirtschaft
Während das Umland über Jahrhunderte in hohem Maße landwirtschaftlich geprägt war, ließen sich im Ort selbst auch Kleinhändler, Handwerker und Dienstleister aller Art nieder.

## Sehenswürdigkeiten
- Marienkirche (Iglesia de Santa María Egipciaca)

## Persönlichkeiten
- Jesús Rueda Ambrosio (* 1987), Fußballspieler